# Institutet
För andra betydelser, se Institutet (olika betydelser).

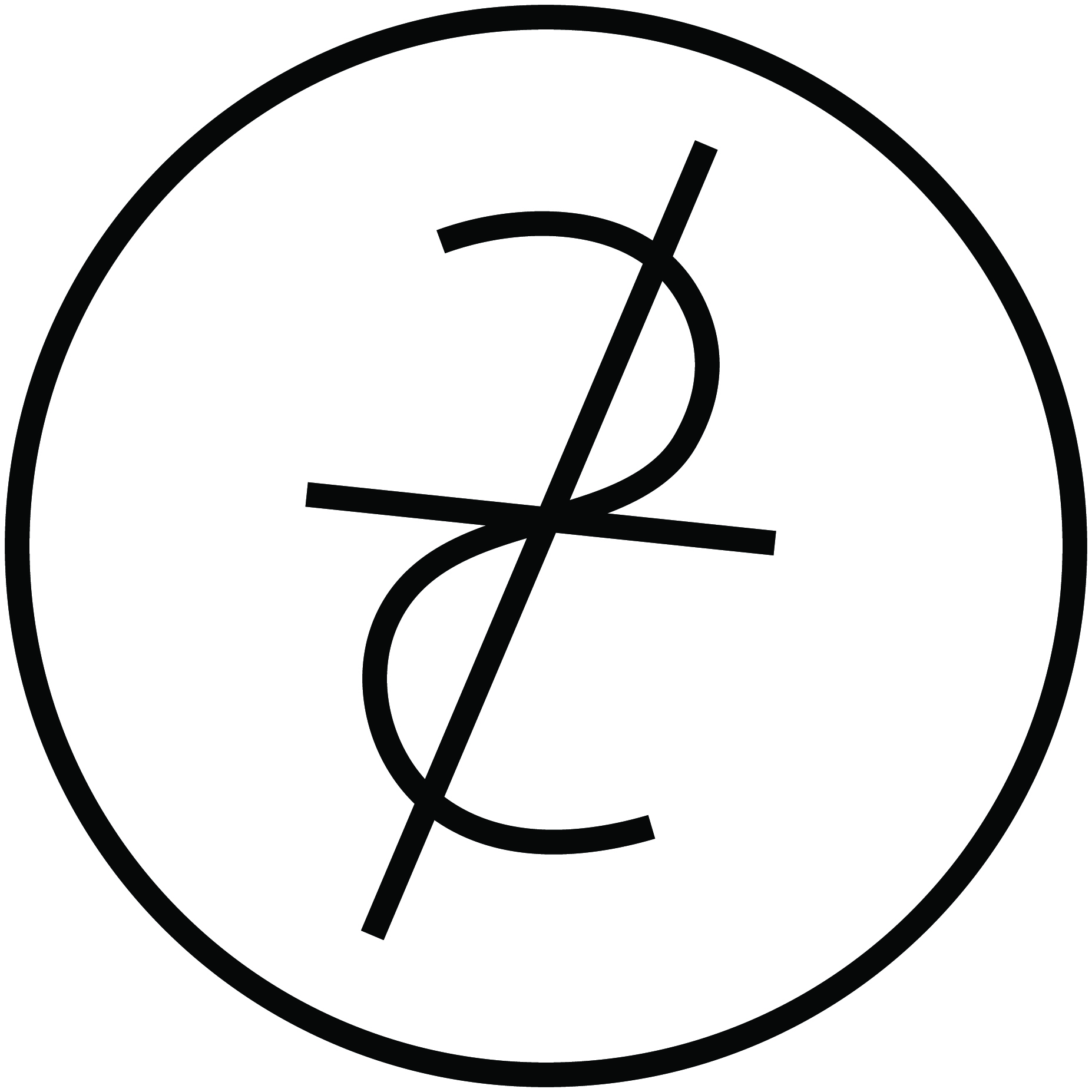
Institutets logotyp

Institutet är namnet på en experimentell teatergrupp grundad i Malmö 2008 som en ombildning av tidigare gruppen Teater Terrier från 2000. 
Institutets form av experimentellt gränslöst sökande och samhällsanalytiskt ifrågasättande har skapat kontroverser, som till exempel den över fem dagar utbredda mastodontproduktionen på sju timmar per dag, The Rise and Fall of the Roman Empire (2008) med orgier och förnedringar. Gruppen debatterades flitigt i media när de samma år förlorade sin hemmascen på Norra Vallgatan i Malmö (Teaterhuset Bastionen) på grund av en konflikt med Malmö kulturstöd. 
Sedan 2010 är gruppen verksamma både i Malmö och i Berlin, där de samarbetar med andra befintliga teatrar som exempelvis Ballhaus Ost. Institutet fick sitt internationella genombrott med föreställningen Conte D'Amour, producerad i samarbete med finländska gruppen Nya Rampen och konstnären Markus Öhrn, då denna föreställning vann det prestigefyllda första priset på Impulse-Festival i maj 2011 för bästa produktion i de tyskspråkiga länderna. Sedan flytten bedriver Institutet en turnerande verksamhet i internationella samproduktioner med andra artistiska konstellationer, teaterhus och festivaler i Europa. Hösten 2014 – våren 2015 skapade Institutet ett "forskningslaboratorium" över sin egen verksamhet på Malmö konsthall.
Gruppens medlemmar har starka band till Malmös klubb- och musikscen och medlemmarna Andreas Catjar och Anders Carlsson spelar i det svenska folk-industri-bandet Lovac.
Institutet planerar att 2018/2019 flytta verksamheten från Malmö till Vitsaniemi i Övertorneå kommun.[uppföljning saknas]

## Institutets produktioner
- Best of Dallas 2007.
- The Rise and fall of the Roman Empire 2008.
- Triptych on Essence – Tomteland, Lieland, Ridflickeland 2008.
- Mit Demo - Malmö International Theatre Festival 2008.
- Operation Cykelhjälm 2009.
- The resurrection and redestruction of the Roman Empire april 2009.
- DET June 2009.
- Institutet at your service August 2009.
- Lära sig att stiga upp oktober 2009.
- Conte D’Amour 2010.
- Invisible Empire 2010.
- Woman 2011
- Sauna on Wheels 2012
- We love africa and africa loves us 2012
- Bones 2013
- Sigurd der Kreuzritter 2013